# Límni Vouliagméni
Límni Vouliagméni är en sjö i Grekland.   Den ligger i regionen Peloponnesos, i den sydöstra delen av landet, 70 km väster om huvudstaden Aten. Límni Vouliagméni ligger 75 meter över havet.